# 五明村 (山梨県)
五明村（ごめいむら）は山梨県中巨摩郡にあった村。現在の南アルプス市南端の中部にあたる。

## 地理
- 河川：滝沢川、秋山川

## 歴史
- 1875年（明治8年）1月19日 - 巨摩郡清水村・大師村・荊沢村・宮沢村・戸田村が合併して五明村となる。
- 1878年（明治11年）7月22日 - 郡区町村編制法の施行により、五明村が中巨摩郡の所属となる。
- 1889年（明治22年）7月1日 - 町村制の施行により、五明村が単独で自治体を形成。
- 1955年（昭和30年）4月1日 - 落合村・大井村・南湖村と合併して甲西町が発足。同日五明村廃止。

## 交通

### 鉄道路線
- 山梨交通
  - 電車線
    - 荊沢駅

### 道路
- 国道52号

現在は旧村域を中部横断自動車道、甲西道路が通過するが、当時は未開通。